# Tavritxanka
Tavritxanka (en rus: Тавричанка) és un poble (un possiólok) del krai de Primórie, a l'Extrem Orient de Rússia, que en el cens del 2010 tenia 7.926 habitants.